# ولادمیر پوپوویچ (بازیکن فوتبال، زاده ۱۹۷۶)
ولادمیر پوپوویچ (انگلیسی: Vladimir Popović؛ زادهٔ ۵ ژوئن ۱۹۷۶) بازیکن فوتبال در پست مهاجم اهل مونته‌نگرو است.

## باشگاهی
از باشگاه‌هایی که در آن بازی کرده‌است می‌توان به باشگاه فوتبال مالاگا، باشگاه فوتبال اسپورتینگ خیخون، و باشگاه فوتبال ختافه اشاره کرد.